# Thymoites struthio
Thymoites struthio är en spindelart som först beskrevs av Simon 1895.  Thymoites struthio ingår i släktet Thymoites och familjen klotspindlar.
Artens utbredningsområde är Venezuela. Inga underarter finns listade i Catalogue of Life.